# Кейт Босворт
Кетрін Енн (Кейт) Босворт (англ. Catherine Ann 'Kate' Bosworth; нар. 2 січня 1983) — американська кіноакторка, фотомодель та вершниця.

## Життєпис
Народилася 2 січня 1983 року в Лос-Анджелесі. Кейт — єдина дитина в сім'ї домогосподарки Патрісії Поттер і одного з керівників мережі магазинів Talbots Гела Босворта. У неї вроджена секторна гетерохромія: ліве око блакитне, а праве наполовину каре.
У дитинстві мріяла стати професійною вершницею. У 14 років здобула чемпіонський титул в кінному спорті. Босворт вивчала французьку мову в школі Cohasset High School, де також виступала за футбольну команду та за команду лакрос.
Акторську кар'єру почала 1998 року з картини Роберта Редфорда «Заклинач коней». Продюсери фільму шукали акторку, яка вміє їздити на коні, і вона отримала роль.
У січні 2008 року стала новим обличчям Calvin Klein. 2010 року Босворт зі стилісткою Шер Коултер запустила лінію ювелірних прикрас JewelMint, виступивши її дизайнеркою.
Наприкінці 2000 року була прийнята до Прінстонського університету, але пізніше через значні перерви у навчанні була відрахована. Членкиня організації Appalachia Service Project.

## Особисте життя
З кінця 2002 зустрічалася з Орландо Блумом. 2006 розійшлися. З вересня 2006 зустрічалася з британською моделлю і музикантом Джеймсом Руссо. Для неї Руссо написав пісню «To Make You Mine». Також зустрічалася з актором Александром Скашґордом.
З липня 2011 зустрічалася з режисером Майклом Полішем. У серпні 2012 року пара оголосила про заручини. 31 серпня 2013 одружилася на ранчо Рок Крік, Філіпсбург, штат Монтана. Босворт називала доньку Майкла від попереднього шлюбу, Джаспер, «найбільшим несподіваним подарунком у своєму житті». У серпні 2021 року оголосила про розлучення.
У січні 2022 року з'явилися повідомлення про стосунки Босворт з актором  Джастіном Лонгом, у  березні 2023 року відбулися заручини, а в травні пара одружилася.
Босворт каже, що хоча кінний спорт — її хобі, вона не може ним займатися, адже існує ризик зазнання травми, яка завадить її акторській кар'єрі.

### Фільмографія
| Роки      | Назва                | Оригінальна                            | Роль                   | Примітки                |
| --------- | -------------------- | -------------------------------------- | ---------------------- | ----------------------- |
| 2023      | Зломник              | The Locksmith                          | Бет Фішер              |                         |
| 2022      | Варвар               | Barbarian                              | Меліса                 |                         |
| 2022      | Безсоння для двох    | Along for the Ride                     | Гайді                  |                         |
| 2022      |                      | The Immaculate Room                    | Кейт                   |                         |
| 2021      |                      | Wild Indian                            |                        |                         |
| 2020      | Ураган               | Force of Nature                        | Трой                   |                         |
| 2019      |                      | Little Big Town: Sugar Coat            | жінка                  | відео                   |
| 2019      |                      | The I-Land                             | Кей Сі                 | мінісеріал (7 епізодів) |
| 2019      |                      | The Devil Has a Name                   | Джіджі                 |                         |
| 2018      |                      | The Domestics                          | Ніна Вест              |                         |
| 2017      | Довга дорога додому  | The Long Road Home                     | Джина Деномі           | мінісеріал (8 епізодів) |
| 2017      |                      | Nona                                   | детективка             |                         |
| 2017      |                      | SS-GB                                  | Барбара Барґа          | мінісеріал (5 епізодів) |
| 2015—2016 |                      | The Art of More                        | Роксана Вітмен         | серіал (20 епізодів)    |
| 2016      | Сомнія               | Before I Wake                          | Джессі                 |                         |
| 2015      | Автобус 657          | Heist                                  | Сідні Сільва           |                         |
| 2015      | Життя на межі        | Life on the Line                       | Бейлі                  |                         |
| 2015      | 90 хвилин на небесах | 90 Minutes in Heaven                   | Єва Пайпер             |                         |
| 2014      |                      | Amnesiac                               | жінка                  |                         |
| 2014      | Все ще Еліс          | Still Alice                            | Анна Гавленд-Джонс     |                         |
| 2013      | Останній рубіж       | Homefront                              | Кессі Бодін Клам       |                         |
| 2013      |                      | Big Sur                                | Біллі                  |                         |
| 2013      | Фільм 43             | Movie 43                               | Арлін (розділ «iBabe») |                         |
| 2012      | Поки ми були тут     | And While We Were Here                 | Джейн                  |                         |
| 2012      | Острів смерті        | Black Rock                             | Сара                   |                         |
| 2011      | Солом'яні пси        | Straw Dogs                             | Емі Самнер             |                         |
| 2011      |                      | L!fe Happens                           | Діна                   |                         |
| 2011      | Родичі               | Another Happy Day                      | Аліса                  |                         |
| 2011      | Добраніч, Місяце!    | Little Birds                           | Бонні Мюллер           |                         |
| 2010      | Шлях воїна           | The Warrior's Way                      | Лінн                   |                         |
| 2010      |                      | Idiots                                 | Меггі                  | відео                   |
| 2010      |                      | Death Bed Subtext                      | дочка                  | короткометр.            |
| 2008      | Двадцять одне        | 21                                     | Джил Тейлор            |                         |
| 2007      | Дівчина в парку      | The Girl in the Park                   | Луїза                  |                         |
| 2006      | Повернення Супермена | Superman Returns                       | Лоїс Лейн (голос)      | відеогра                |
| 2006      | Повернення Супермена | Superman Returns                       | Лоїс Лейн              |                         |
| 2005      | Сезон бджіл          | Bee Season                             | Шалі                   |                         |
| 2004      | Біля моря            | Beyond the Sea                         | Сандра Ді              |                         |
| 2004      | Побачення з зіркою   | Win a Date with Tad Hamilton!          | Розалі Фатч            |                         |
| 2003      |                      | Advantage Hart                         | Трініті Монтаж         | короткометр.            |
| 2003      | Вондерленд           | Wonderland                             | Дон Шиллер             |                         |
| 2002      | Правила сексу        | The Rules of Attraction                | Келлі                  |                         |
| 2002      |                      | Lenny Kravitz: If I Could Fall in Love | Кейт Босворт           | відеоклип               |
| 2002      | Блакитна хвиля       | Blue Crush                             | Енн Марі Чедвік        |                         |
| 2000      | Новоприбулі          | The Newcomers                          | Кортні Дохерті         |                         |
| 2000      | Згадуючи Титанів     | Remember the Titans                    | Емма Гойт              |                         |
| 2000      | Молоді американці    | Young Americans                        | Белла Бенкс            | серіал (8 епізодів)     |
| 1998      | Заклинач коней       | The Horse Whisperer                    | Джудіт                 |                         |

## Визнання та нагороди
- 2005 38 місце в списку журналу Maxim «Hot 100 of 2005» і 60 місце в списку журналу FHM «100 Sexiest Women in the World 2005».
- 2006 8 місце в списку журналу Maxim «Hot 100 of 2006» і 69 місце в списку журналу FHM «100 Sexiest Women in the World 2006».
- 2008 76 місце в списку журналу Maxim «Hot 100 of 2008»[14].